# Newport (Indiana)
Newport é uma cidade  localizada no estado americano de Indiana, no Condado de Vermillion.

## Demografia
Segundo o censo americano de 2000, a sua população era de 578 habitantes.
Em 2006, foi estimada uma população de 559, um decréscimo de 19 (-3.3%).

## Geografia
De acordo com o United States Census Bureau tem uma área de
2,1 km², dos quais 2,1 km² cobertos por terra e 0,0 km² cobertos por água. Newport localiza-se a aproximadamente 161 m acima do nível do mar.

## Localidades na vizinhança
O diagrama seguinte representa as localidades num raio de 16 km ao redor de Newport.